# Vito Schnabel
Vito Schnabel (* 27. Juli 1986 in New York City) ist US-amerikanischer Kunsthändler. Er betreibt Galerien in New York und St. Moritz.

## Leben
Schnabel wuchs in New York als Sohn des Malers und Filmregisseurs Julian Schnabel und der Designerin Jacqueline Beaurang auf. Er besuchte die private Saint Ann’s School in Brooklyn und studierte ein Jahr an der Columbia University. Seine erste Ausstellung Incubator organisierte er 2003 im Alter von 16 Jahren, eine Gruppenausstellung in New York. Zwei Jahre später zeigte er in einer Einzelausstellung Arbeiten des Malers Ron Gorchovs. Weitere frühe Ausstellungen Schnabels waren 2008 Gemälde des chinesisch-kanadischen Malers Terence Koh im ehemaligen Atelier des Fotografen Richard Avedon, mehrere Ausstellungen des Künstlers Rene Ricard in New York, Los Angeles und London sowie 2012 eine Ausstellung von Gemälden und Zeichnungen der amerikanischen Performance-Künstlerin Laurie Anderson in New York.
2013 eröffnete Schnabel ein Büro und einen Ausstellungsraum in New York, wo er seither öffentliche Ausstellungen präsentiert. Er richtete mehrere große Gruppenausstellungen in Pop-up-Locations aus, darunter 2013 DSM-V (kuratiert von David Rimanelli) im Farley Post Office in New York und 2015 First Show/Last Show im seit Mitte der 1960er Jahre nicht mehr öffentlich zugänglichen Germania Bank Building im New Yorker Quartier Bowery. 2015 eröffnete er die Dependance Vito Schnabel Gallery in St. Moritz in den ehemaligen Räumen des Schweizer Kunsthändlers und Galeristen Bruno Bischofberger, einem langjährigen Freund und Mentor Schnabels. Die Eröffnungsausstellung dort zeigte Urs Fischers Bruno & Yoyo. Die Galerie arbeitet mit Künstlern wie Jeff Elrod, Walton Ford, Walter Robinson, Sterling Ruby, Tom Sachs, Julian Schnabel sowie Pat Steir und handelt mit Nachlässen von Dan Flavin, Sol LeWitt und Rene Ricard.
Schnabel spielte zudem Rollen in Filmen wie Bevor es Nacht wird (2000), Super Art Market (2009) und Miral (2010).

## Privates
Die Boulevardpresse schrieb über Liebesbeziehungen Schnabels unter anderem mit Elle Macpherson, Liv Tyler, Demi Moore, Heidi Klum und Amber Heard. Über eine Heirat mit Helena Althof, Tochter von Peter Althof, wurde im Juli 2024 berichtet.